# 陳熙昌
陳熙昌，字當時，號杲菴，廣東承宣佈政使司南海縣人。明朝政治人物。萬曆丙午解元，丙辰進士。

## 生平
萬曆丁亥（1587年）九月初五日生。明神宗萬曆三十四年（1606年），中式丙午科廣東鄉試第一名舉人（解元）。萬曆四十四年（1616年）登丙辰科三甲三十八名進士。刑部觀政，授浙江平湖縣知縣，四十六年本省同考，天啓二年行取考选，擢吏科給事中，六年升户科右，本年巡视十庫，升户科左，本年升吏科都，得罪魏忠賢黨，與子編修陳子壯同日削籍为民。崇祯元年（1628年）起南京堂，卒，贈太常寺少卿。

## 家族
曾祖陳鏊，贈太常寺卿。祖父陳紹儒，南京工部尚書。父陳弘乘，国子典籍，贈知县。